# Safaria ghesquierei
Safaria ghesquierei är en tvåvingeart som först beskrevs av Vanschuytbroeck 1951.  Safaria ghesquierei ingår i släktet Safaria och familjen hoppflugor.
Artens utbredningsområde är Kongo. Inga underarter finns listade i Catalogue of Life.